# Palalang
Palalang, también conocido como Palalong  y oficialmente  Busy Bees
es un barrio rural   del municipio filipino de primera categoría de Taytay perteneciente a la provincia  de Paragua en Mimaro,  Región IV-B.
En 2007 Busy Bees contaba con 1.015 residentes.

## Geografía
El municipio de Taytay se encuentra situado en la isla de Paragua, al norte de la misma.
Su término limita al norte con el municipio de El Nido, barrios de Bebeladán, Bagong-Bayán y Otón, oficialmente Mabini; al  suroeste con el municipio de San Vicente, al sur con el de Roxas; y al sureste con el de Dumaran. En la parte insular se encuentra la bahía de Malampaya y varias isla adyacentes se encuentran tanto en la costa este, mar de Joló como en la  oeste, Mar del Oeste de Filipinas.
Este barrio de Palalang forma parte continental ya que se encuentra en Isla Paragua, concretamente al norte de  la costa este de esta parte del municipio.
Linda al norte con el barrio de Sandoval; al sur con bahía de Mesecoy en la bahía de Taytay y también con el barrio de  Pularaquen (Canique); al este con el barrio de Silanga situado junto a la  isla de Maitiaguit, divida entre los barrios de Depla, al norte y Maitiaguit(Meytegued), al sur; y al oeste con el barrios continental de Catabán.

### Demografía
El barrio  de Busy Bees contaba  en mayo de 2010 con una población de 1.130 habitantes.

## Historia
Taytay formaba parte de la provincia española de  Calamianes, una de las 35 del archipiélago Filipino, en la parte llamada de Visayas. Pertenecía a la audiencia territorial  y Capitanía General de Filipinas, y en lo espiritual a la diócesis de Cebú.